# Ptilostemon echinocephalus
Ptilostemon echinocephalus là một loài thực vật có hoa trong họ Cúc. Loài này được (Willd.) Greuter miêu tả khoa học đầu tiên năm 1967.